# Dupla vagy semmi (film)
A Dupla vagy semmi (eredeti cím: The Secret of My Success, stilizáltan The Secret of My Succe$s) 1987-ben bemutatott amerikai filmvígjáték Michael J. Fox és Helen Slater főszereplésével. A filmet Herbert Ross rendezte A.J. Carothers írása alapján, forgatókönyvét pedig A.J. Carothers, Jim Cash és Jack Epps, Jr. írták.
A film hatalmas sikernek örvendett, több mint 100 millió dollár hasznot hozott világszerte.

## Cselekmény
Brantley Foster (Michael J. Fox) miután lediplomázott a Kansas State University-n, New York-ba költözik, ahol egy pénzügyi állás vár rá. Azonban érkezésekor az őt alkalmazni szándékozó vállalatot éppen felvásárolta egyik riválisa, a dolgozók többségét pedig elbocsátotta. Brantley még mielőtt munkához látna munkanélkülivé válik.
Néhány sikertelen munkakeresési kísérlet után a Pemrose Corporation irodai levélkihordója lesz. A vállalat igazgatója Howard Prescott (Richard Jordan), Brantley nagybátyja, aki Vera Pemrose-al (Margaret Whitton) való házasságkötése útján nyerte el apósától a cég vezetői posztját.
Miután Brantley szemügyre vesz néhány vállalati jelentést, rájön, hogy Prescott és a többi „öltönyös” több hatástalan és előnytelen döntést is hozott. A levelek kézbesítése során észrevesz az épületben egy üresen álló irodát, mely Howard gyakori elbocsátásai miatt lett gazdátlan. Beköltözik az üres irodába, és Carlton Whitfield néven vezetőként kezd dolgozni.
Miközben két állás között egyensúlyoz (a liftben váltogatva az alkalmi öltözetet és az öltönyt), Brantley beleszeret Christy Willsbe (Helen Slater), egy fiatal, a Harvardon frissen diplomázott pénzügyi szakértőbe. Közben találkozik nagybátyja feleségével, Verával, akit felettese kérésére haza kell fuvarozzon a limuzinjában. Vera elcsábítja a fiút, majd amikor megérkezik Prescott, Brantley és Vera rájönnek, hogy bár nem vér szerint, de rokonságban állnak. Bradley hamar felöltözik, és sietősen elhagyja főnöke nyaralóját, mielőtt Prescott észrevenné.
Brantley tudtán kívül azonban Prescott is viszonyt folytat Christyvel. Amikor Prescott megkéri a lányt, hogy Carlton Whitfield után kémkedjen, Christy beleszeret Carltonba, mit sem sejtve, hogy az illető tulajdonképpen Brantley. A vállalat éppen beolvadni készül a Davenport Corporationba. Prescott nem tudja, hogy Whitfield és Brantley egy és ugyanaz a személy, Carltont vállalati kémkedéssel gyanúsítja, és Donald Davenport (Fred Gwynne) küldöttének tartja, hogy felvásárolhassa a céget.
Prescott meghívja magához a vezetőséget egy hétvégére, hogy üzleti ügyekről tárgyaljanak. A hétvégére Brantley is meghívást kap, hogy lekösse Vera figyelmét, és Prescott Christyvel lehessen együtt. Egyik éjszaka azonban fény derül Brantley és Carlton azonosságára, Brantleyt pedig kirúgják.
Davenport vállalata éppen nyélbe ütné a felvásárlási üzletet, amikor a tárgyalóba megérkezik Brantley és Vera, akik az adott hétvégén elég készpénzt és kötvényt gyűjtöttek össze a részvényesektől, hogy megszerezzék a Pemrose Corporation-t Prescott-tól, és felvásárolják Davenport vállalatát. Vera kirúgja Howardot, amiért rosszul vezette apja vállalatát, és Brantleyt ülteti az igazgatói székbe. Brantley és Christy kibékülnek, és közösen tervezik szakmai és magánéleti jövőjüket.

## Szereplők

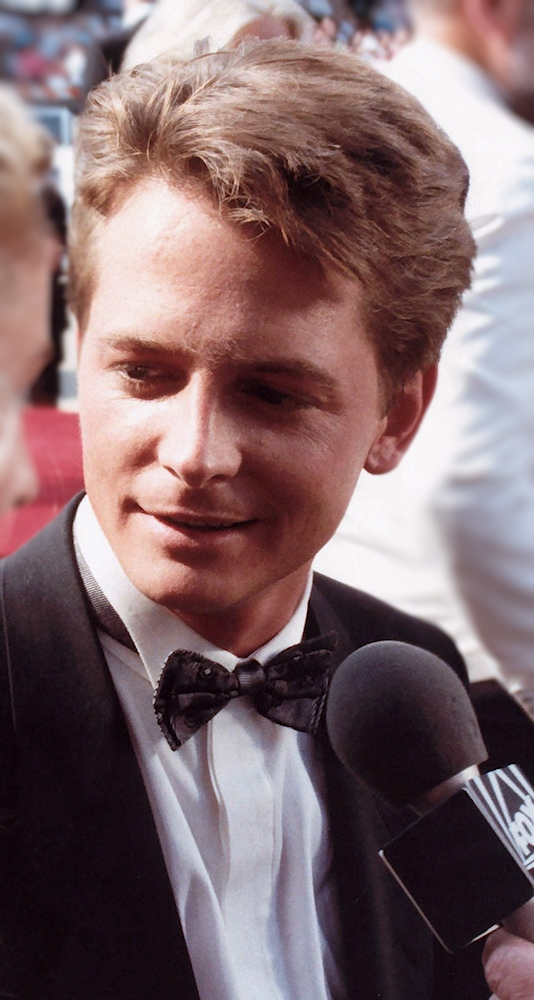
Michael J. Fox 1988-ban

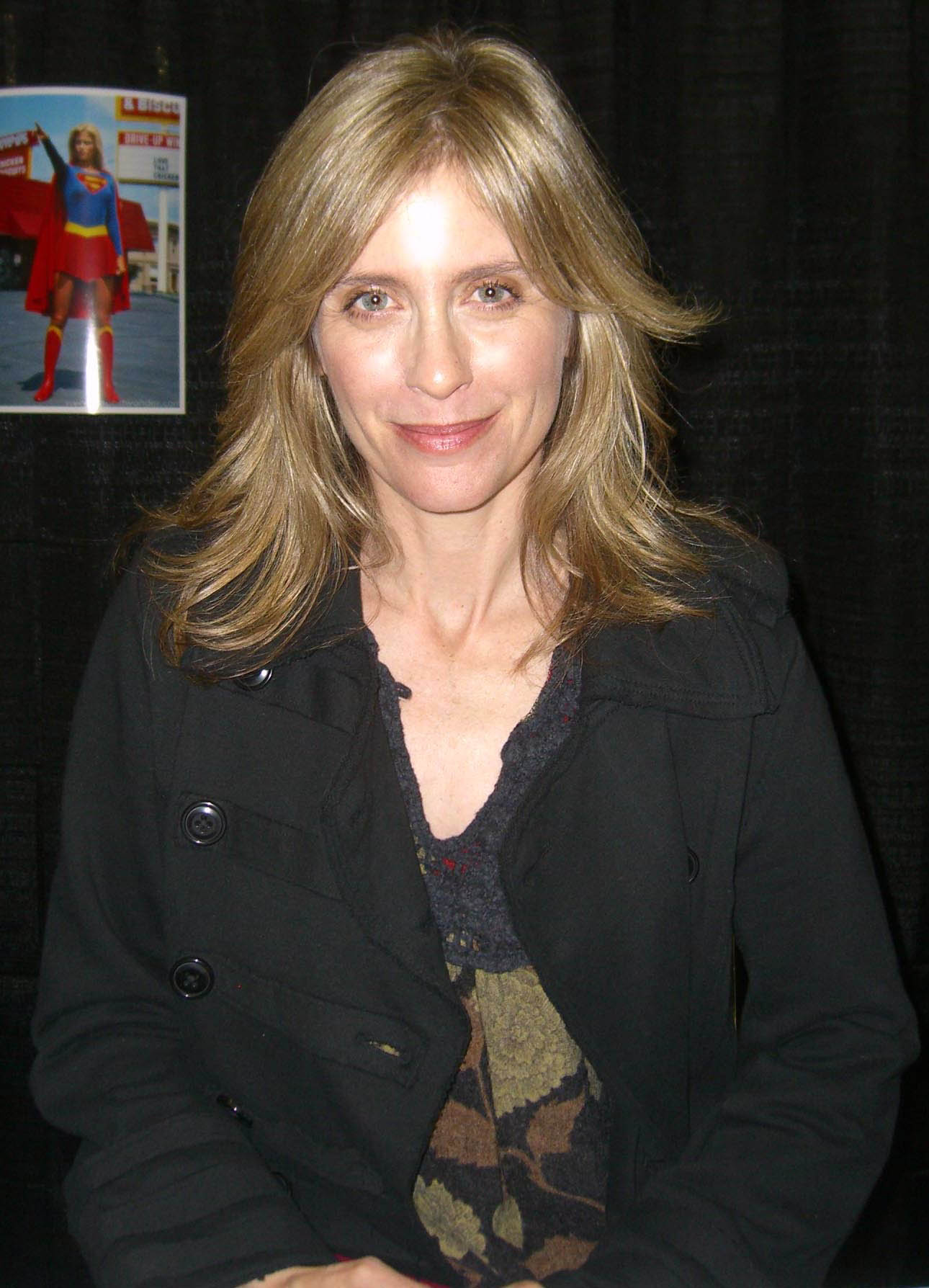
Helen Slater 2009-ben

| Szerep                              | Színész            | Magyar hang        |
| ----------------------------------- | ------------------ | ------------------ |
| Brantley Foster / Carlton Whitfield | Michael J. Fox     | Benkő Péter        |
| Christy Wills                       | Helen Slater       | Farkas Zsuzsa      |
| Howard Prescott                     | Richard Jordan     | Mihályi Győző      |
| Vera Pemrose Prescott               | Margaret Whitton   | Győry Franciska    |
| Fred Melrose                        | John Pankow        | Józsa Imre         |
| Donald Davenport                    | Fred Gwynne        | Tolnai Miklós      |
| Art Thomas                          | Gerry Bamman       | Szersén Gyula      |
| Barney Rattigan                     | Christopher Murney | Beregi Péter       |
| Jean                                | Carol Ann Susi     | Halász Aranka      |
| Burt Foster                         | Drew Snyder        | Juhász Jácint      |
| Grace Foster                        | Elizabeth Franz    | Bessenyei Emma     |
| Sheila                              | Mercedes Ruehl     | Simorjay Emese     |
| Maureen, titkárnő                   | Susan Kellermann   | Menszátor Magdolna |
| Arnold Forbush                      | Barton Heyman      | Horkai János       |
| Roland Owens                        | Ira Wheeler        | (nem szólal meg)   |
| Vernon S. Fletcher                  | Ashley J. Laurence | (nem szólal meg)   |
| McMasters                           | Rex Robbins        | Elekes Pál         |
| Davis                               | Christopher Durang | Hankó Attila       |
| Ferguson                            | MacIntyre Dixon    |                    |
| Ron                                 | Bill Fagerbakke    | Kautzky Armand     |
| Davidson                            | Jack Davidson      | Cs. Németh Lajos   |
| Proctor                             | John Bowman        | Győri Péter        |
| Mr. W. Shaw                         | Bruce McGill       | Láng József        |
| Liftszerelő                         | Mark Margolis      | Antal László       |
| Cindy Crawford                      | Cindy Crawford     |                    |

## Filmzene
A filmzenei album 1987. április 10-én, a film bemutatásával egy napon került piacra. Az albumot a neves zenei producer, David Foster állította össze, aki több hangszeres zeneszámot is jegyez ezen a lemezen.
A válogatásalbumon nem minden filmbeli zene szerepel, illetve egyesek más változatban jelentek meg. A The Secret of My Success című dal filmbeli változata egy rövid hangszeres változatban is elhangzik. Az I Burn for You filmes változatában nincs énekhang, míg az albumon Danny Peck és Nancy Shanks előadásában hallható. A Restless Heart-nak más a címe és szövege a filmben mint a lemezen.
Olyan népszerű számok is elhangzanak a filmben, mint a Walking on Sunshine a Katrina & The Waves és az Oh Yeah a Yello előadásában, azonban ezek nem szerepelnek az albumon.
Az album 131. lett a Billboard 200-as listáján.
Az album zeneszámai
1. The Secret of My Success (song)|The Secret of My Success – Night Ranger
2. Sometimes the Good Guys Finish First – Pat Benatar
3. I Burn for You – Danny Peck és Nancy Shanks
4. Riskin' a Romance – Bananarama
5. Gazebo – David Foster
6. The Price of Love – Roger Daltrey
7. Water Fountain – David Foster
8. Don't Ask the Reason Why – Restless Heart
9. 3 Themes – David Foster
10. Heaven and the Heartaches – Taxxi

## Fogadtatás

### Kritikai visszhang
A film vegyes kritikákat kapott.
Roger Ebert a Chicago Sun-Times-ban így írt róla: „A Dupla vagy semmi úgy tűnik egyfajta időhurok csapdájában ragad, mintha a forgatókönyv az 1950-es évekből származna, és senki nem frissítette volna. Fox biztosítja a film meglehetősen kétségbeesett középpontját. Nem lehetett valami vidám dolga a film tetszőleges hangulatváltozásait követve, amikor a szituációs komédiából bohózat, és a szexkomédiából tárgyalótermi civakodás lett.”
A The New York Times kritikusa, Vincent Canby szerint „inspirálóan hatott, amikor az ambiciózus Brantley két életet élt.” Ennek ellenére „a Dupla vagy semmi fölött ott lóg Frank Loesser klasszikus musicaljének, a Hogyan legyünk sikeresek az üzleti életben (How to Succeed in Business Without Really Trying) című alkotásnak az árnyéka,”  melyben egy ablakmosó küzdi fel magát egy vállalat csúcsára.
A film 58%-ot kapott a Rotten Tomatoes honlap szavazóitól.

### Bevételi adatok
A film a bemutatását követő hétvégén 7,8 millió dollár bevételt hozott, amivel első helyre került a látogatottsági toplistán. Ezt követően még öt hétig volt listavezető, és két hónapig a 10 leglátogatottabb film között maradt. Az Egyesült Államokban összesen 66 995 000 dollár bevételt hozott. Világszerte 44 001 000 dollár bevétele volt az alkotásnak, így az amerikai összeggel együtt 110 996 879 dollár jött össze az eladott jegyekből.